# Дружина священника
«Дружина священника» — комедійна стрічка 1996 року з Дензелом Вашингтоном, Вітні Г'юстон і Кортні Б. Вейнсом у головних ролях; ремейк фільму 1947 року «Дружина єпископа».

## Сюжет
Священник баптистської церкви бідного району Нью-Йорка Генрі Біггз в розпачі: забудовник Джо Гамільтон тисне, щоб він продав власність церкви. Дружина Генрі Джулія та син Єремія, обділені його увагою. Сам Біггз починає втрачати віру та звертається про допомогу в молитвах до Бога. З'являється дотепний янгол Дадлі.
Напередодні Різдва у священника все більше клопоту. Його сім'я багато часу проводить в ці дні з Дадлі. Мати Джулії Маргерит підозрює, що Дадлі зруйнує сім'ю доньки. Янгол і сам почав помічати, що закохується в Джулію. Після продажу власності церкви Генрі стає більш уважним до родини, він знову знаходить віру. Дадлі стирає з пам'яті присутність у родині Біггзів і зникає.

## У ролях
| Актор               | Роль             |
| ------------------- | ---------------- |
| Дензел Вашингтон    | Дадлі            |
| Вітні Г'юстон       | Джулія Біггз     |
| Ґреґорі Гайнс       | Джо Гамільтон    |
| Кортні Венс         | Генрі Біггз      |
| Дженіфер Льюїс      | Маргерит Коулмен |
| Лоретта Дівайн      | Беверлі          |
| Джастін П'єр Едмунд | Єремія Біггз     |
| Лайонел Річі        | Брітслоу         |

## Створення фільму

### Виробництво
Зйомки фільму проходили в Мені, Нью-Йорку, Нью-Джерсі, США.

### Знімальна група
- Кінорежисер — Пенні Маршалл
- Сценаристи — Нет Молдін, Аллан Скотт
- Кінопродюсер — Семюел Голдвін-молодший
- Композитор — Ганс Ціммер
- Кінооператор — Мирослав Ондржичек
- Кіномонтаж — Джордж Боверс, Стівен А. Роттер
- Художник-постановник — Білл Грум
- Артдиректор — Денніс Бредфорд
- Художник-декоратор — Джордж ДеТітта мол.
- Художник по костюмах — Синтія Флінт
- Підбір акторів — Пола Герольд[2].

## Сприйняття

### Критика
Фільм отримав змішані відгуки. На сайті Rotten Tomatoes оцінка стрічки становить 60 % на основі 43 відгуків від критиків (середня оцінка 5,9/10) і 52 % від глядачів із середньою оцінкою 2,9/5 (29 371 голос). Фільму зарахований «стиглий помідор» від кінокритиків та «розсипаний попкорн» від глядачів, Internet Movie Database — 5,5/10 (9 528 голосів).

### Номінації та нагороди
| Нагороди та номінації фільму «Дружина священика» | Нагороди та номінації фільму «Дружина священика» | Нагороди та номінації фільму «Дружина священика» | Нагороди та номінації фільму «Дружина священика» | Нагороди та номінації фільму «Дружина священика» | Нагороди та номінації фільму «Дружина священика» |
| Рік                                              | Кінофестиваль/кінопремія                         | Категорія/нагорода                               | Номінант                                         | Результат                                        |                                                  |
| ------------------------------------------------ | ------------------------------------------------ | ------------------------------------------------ | ------------------------------------------------ | ------------------------------------------------ | ------------------------------------------------ |
| 1997                                             | «Оскар»                                          | Найкраща музика до фільму                        | Ганс Ціммер                                      | Номінація                                        |                                                  |
| 1997                                             | Image Award                                      | Найкраща жіноча роль у кінофільм                 | Вітні Г'юстон                                    | Перемога                                         |                                                  |
| 1997                                             | Image Award                                      | Найкраща жіноча роль другого плану               | Лоретта Дівайн                                   | Перемога                                         |                                                  |
| 1997                                             | Image Award                                      | Найкращий фільм                                  | «Дружина священника»                             | Номінація                                        |                                                  |
| 1997                                             | Image Award                                      | Найкраща жіноча роль другого плану               | Дженіфер Льюїс                                   | Номінація                                        |                                                  |
| 1997                                             | Image Award                                      | Найкраща роль молодого(-ої) актора / акторки     | Джастін П'єр Едмунд                              | Номінація                                        |                                                  |
| 1997                                             | Kids’ Choice Awards                              | Улюблена актриса                                 | Вітні Г'юстон                                    | Номінація                                        |                                                  |
| 1998                                             | Blockbuster Entertainment Awards                 | Улюблений саундтрек                              | «Дружина священика»                              | Номінація                                        |                                                  |